# Cory Chettleburgh
Cory Chettleburgh (21 de agosto de 1991 en Palmerston North) es un futbolista neozelandés que juega en el Wairarapa United de la Central Premier League de Nueva Zelanda.

## Carrera
Debutó en el Western Suburbs en 2007. A principios de 2008 fue contratado por el YoungHeart Manawatu, franquicia que dejaría en 2010 para pasar a ser parte del Sparta Rotterdam neerlandés. En 2011 regresó a Nueva Zelanda e intentó fichar con el Wellington Phoenix, pero en la franquicia no se interesaron por él y volvió jugar nuevamente en el YoungHeart, aunque solo permaneció seis meses en dicho club, ya que en 2012 fue adquirido por el WHC Wezep de los Países Bajos. La falta de regularidad lo llevó a firmar con el Team Wellington de cara al comienzo de la ASB Premiership 2012/13. Dejó el club en 2015 y firmó con el Hawke's Bay United. Luego de colaborar a la clasificación a los playoffs del elenco de Napier en las temporadas 2015-16 y 2016-17, pasó al Tasman United. En 2018 firmó con el Lautoka fiyiano para disputar la Liga de Campeones de la OFC.

### Clubes
| Club                | País          | Año             |
| ------------------- | ------------- | --------------- |
| Western Suburbs     | Nueva Zelanda | 2007            |
| YoungHeart Manawatu | Nueva Zelanda | 2008 - 2010     |
| Sparta Rotterdam    | Países Bajos  | 2010 - 2011     |
| YoungHeart Manawatu | Nueva Zelanda | 2011            |
| WHC Wezep           | Países Bajos  | 2012            |
| Team Wellington     | Nueva Zelanda | 2012 - 2015     |
| Hawke's Bay United  | Nueva Zelanda | 2015 - 2017     |
| Tasman United       | Nueva Zelanda | 2017 - 2018     |
| Lautoka             | Fiyi          | 2018            |
| Wairarapa United    | Nueva Zelanda | 2019 - Presente |

### Selección nacional
Fue convocado para la Copa Mundial Sub-17 de 2011 en representación de Nueva Zelanda, aunque no llegó a jugar ningún partido. También colaboró con la escuadra Sub-20 neozelandesa en la obtención del Campeonato Sub-20 de la OFC 2011.